# Рутто, Георгий Михайлович
Георгий Михайлович Рутто (1904, Петриков, Мозырский уезд, Минская губерния — ?, Уфа) — заслуженный лесовод БАССР, участник Великой Отечественной войны.

## Биография
Родился в 1904 году в Петрикове. По национальности — белорус.
В 1932 году, после окончания Академии сельского хозяйства, был направлен в БАССР и работал таксатором в тресте «Южураллес».
В апреле 1942 года Уфимским РВК был призван на фронт в звании сержанта в 150 армейскую пушечную артиллерийскую бригаду, также — 1095 пушечный артиллерийский полк 2-й гвардейской армии. Награжден медалями «За боевые заслуги» (14.10.1943), «За оборону Сталинграда», «За победу над Германией в Великой Отечественной войне», орденом Красной Звезды (09.04.1945).
В сентябре 1945 года, после окончания войны, был назначен на должность лесничего Паркового лесничества Уфимского горлесхоза, проработав в этой должности почти тридцать лет. Под его непосредственным руководством в городской черте и по берегам рек Белой и Уфы создавались лесопарки и дендрарии: лиственничные, сосновые и кленовые посадки, берёзовые и липовые аллеи, сохраненные дубравы.
В 1950 году заложил дендрарий площадью 7 га, где 1 га был занят дубравой. Позднее, осенью 1989 года, дендрарий был назван его именем и стал дендропарком.